# David Morrell

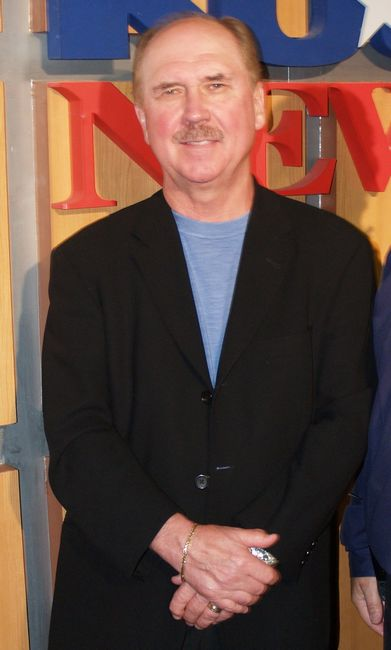
David Morrell (2009)

David Morrell (* 24. April 1943 in Kitchener, Kanada) ist ein kanadisch-US-amerikanischer Schriftsteller und Hochschullehrer für Amerikanische Literatur. Bekanntheit erreichte Morrell bereits mit seinem Debütroman First Blood von 1972, der als Rambo mit Sylvester Stallone in der Hauptrolle verfilmt wurde und vier Sequels nach sich zog.

## Leben
David Morrell wurde 1943 im kanadischen Kitchener geboren, sein Vater fiel kurze Zeit zuvor im Zweiten Weltkrieg. Morrell wuchs hauptsächlich in Waisenhäusern und Pflegefamilien auf.
Angeregt durch die Werke des Hemingway-Schülers Philip Young zog Morrell 1966 in die USA, wo er Amerikanische Literatur an der Pennsylvania State University studierte. Zu dieser Zeit lernte Morrell auch den Science-Fiction-Schriftsteller Philip Klass (alias William Tenn) kennen, der dort Englisch und Vergleichende Literaturwissenschaften unterrichtete. 1970 schloss Morrell mit einem Master of Arts und einem Doctor of Philosophy ab und lehrte fortan an der University of Iowa, bis er diese Anstellung 1986 zugunsten der Schriftstellerei aufgab.
Im selben Jahr erkrankte Morrells damals fünfzehnjähriger Sohn Matthew an einer seltenen Form von Knochenkrebs und starb ein Jahr darauf. Morrell verarbeitete diesen Verlust 1988 in seinem Buch Fireflies: A Father’s Tale of Love and Loss. Der Tod seines Sohnes beeinflusste auch zahlreiche seiner späteren Werke, unter anderem seinen Roman Desperate Measures (deutsch: Der Nachruf, 1999).
Morrell lebt heute mit seiner Frau und seiner Tochter in Santa Fe, New Mexico.

## Schriftstellerisches Werk
Morrell veröffentlichte 28 Romane, die in 26 Sprachen übersetzt wurden und regelmäßig in Bestsellerlisten geführt werden, außerdem drei Sachbücher und mehrere Comics.
Durch Young und Klass inspiriert, begann Morrell 1970 mit den Arbeiten an seinem ersten und bis heute wohl bekanntesten Roman, „First Blood“, der 1972 erschien. Der Roman wurde 1982 mit Sylvester Stallone in der Hauptrolle verfilmt (deutscher Titel: „Rambo“). Der Film gehört mit einem weltweiten Einspielergebnis von 126 Millionen US-Dollar zu den kommerziell erfolgreichsten Filmen seiner Zeit und machte Morrells Protagonisten John J. Rambo zu einer weltbekannten Popikone. Morrell schrieb basierend zu den Filmsequels Rambo II – Der Auftrag (1985) und Rambo III (1988) jeweils eine Romanadaption, distanzierte sich nach der Veröffentlichung des vierten Sequels Rambo: Last Blood (2019) ausdrücklich von diesem Film: Via Twitter erklärte Morrell, dass er sich schäme, mit diesem Film assoziiert zu sein.

## Auszeichnungen
- 1989: Bram Stoker Award 1988 für die Geschichte Orange is for Anguish, Blue for Insanity
- 2009: Thrillermaster Award der US-amerikanischen “International Thriller Writers Inc.” (ITW)
- 2014: Nero Wolfe Award für Murder as a Fine Art

## Bibliographie

### Belletristik
- First Blood (1972); deutsch: Erstes Blut (1985)
- Testament (1975); deutsch: Testament (1986)
- Last Reveille (1977); deutsch: Massaker (1988)
- The Totem (1979); deutsch: Totem (1985)
- Blood Oath (1982); deutsch: Blutschwur (1987)
- The Hundred-Year Christmas (1983)
- The Brotherhood of the Rose (1984); deutsch: Der Geheimbund der Rose (1987)
- The Fraternity of the Stone (1985); deutsch: Verschwörung (1988)
- Rambo (First Blood Part II) (1985); deutsch: Rambo II, der Auftrag (1985)
- The League of Night and Fog (1987); deutsch: Verrat (1988)
- Rambo III (1988); deutsch: Rambo III (1988)
- The Fifth Profession (1990); deutsch: Der fünfte Beruf (1993)
- The Covenant of the Flame (1991); deutsch: Schwur des Feuers (1995)
- Assumed Identity (1993); deutsch: Der Mann mit den hundert Namen (1994)
- Desperate Measures (1994); deutsch: Der Nachruf (1999)
- The Totem (Complete and Unaltered) (1994)
- Extreme Denial (1996); deutsch: Der Blick des Adlers (2000)
- Double Image (1998); deutsch: Das Ebenbild (2001)
- Black Evening (1999) (Kurzgeschichten)
- Burnt Sienna (2000); deutsch: Das Porträt (2001)
- Long Lost (2002); deutsch: Der verschollene Bruder (2002)
- The Protector (2003); deutsch: Der Protektor (2004)
- Nightscape (2004, Kurzgeschichten)
- Creepers (2005); deutsch: Creepers (2006)
- Scavenger (2007); deutsch: Level 9 (2007)
- The Spy Who Came for Christmas (2008)
- The Shimmer (2009)
- Murder as a Fine Art (2013); deutsch: Der Opiummörder (2015) (Thomas De Quincey Band 1)
- Inspector of the Dead (2015); deutsch: Die Mörder der Queen (2019) (Thomas De Quincey Band 2)
- Ruler of the Night (2016); deutsch: Der Eisenbahnmörder (2020) (Thomas De Quincey Band 3)

### Sachbücher
- John Barth: An Introduction (1976)
- Fireflies: A Father’s Tale of Love and Loss (1988)
- American Fiction, American Myth: Essays by Philip Young (2000)
- Lessons from a Lifetime of Writing: A Novelist Looks at His Craft (2002)